# Nam Lợi
Nam Lợi là một xã thuộc huyện Nam Trực, tỉnh Nam Định, Việt Nam.
Xã Nam Lợi có diện tích 7,68 km² (772,12 ha) dân số năm 2021 là 10.045 người, số hộ 3.243 hộ mật độ dân số đạt 1219 người/km².

## Lịch sử hình thành
Xã Nam Lợi được hình thành trên một phần đất cũ của hai tổng Cổ Nông và Duyên Hưng Thượng (sau đổi tổng Duyên Hưng Thượng thành tổng Duyên Hưng) của huyên Nam Chân (Sau đổi huyện Nam Chân thành huyên Nam Trực).
Tổng Duyên Hưng: Năm Minh Mạng 14 (1833) (có tài liệu nói là năm Minh Mệnh thứ 6 [1826]) quan tỉnh dâng sớ xin lấy từ sông Phù Kim (sau là xã Phù Ngọc, tổng Duyên Hưng Thượng) về phía Nam đặt huyện Chân Ninh (sau đổi là Trực Ninh); từ phía bắc trở lên vẫn là phần đất huyện Nam Chân thuộc phủ Thiên Trường; huyện Nam Chân có 6 tổng: Cổ Nông, Bái Dương, Cổ Da, Thi Liệu, Sa Lung, Diên Hưng thượng (hay Duyên Hưng thượng, sau đổi là Duyên Hưng - hay Diên Hưng); huyện Chân Ninh có 6 tổng: Thần Khê, Quần Lãng, Phương Để, Kim Giả (hay Kim Giá), Duyên Hưng hạ (hay Duyên Hưng hạ, sau đổi là Duyên Hưng - Diên Hưng), Quần Anh. Đến cuối thế kỷ XĨ tổng Duyên Hưng thuộc huyện Nam Trực gồm có 20 xã, trang: xã Diên Hưng, trang Diên Hưng Thượng, trang Diên Hưng Hạ, trang Diên Hưng Tiền, trang Diên Hưng Hậu, xã Nam Hưng, trang Nam Hưng Thượng, xã Bằng Hưng, xã Đô Quan (trước là trang Tiểu Trúc), trang Đô Quan Hạ, trang Trung Thượng xã Đô Quan, trang Đô Quan Thượng, xã Quần Lao, xã Cổ Chử, trang Cổ Chử, xã Ngọc Tỉnh, trang Ngọc Tỉnh, xã An Nông, xã Phù Ngọc, trang Thiều Dương. Đến khoảng năm 1887 (đời Đồng Khánh), theo Đồng Khánh dư địa chí gồm có 19 xã, trang: xã Diên Hưng, trang Diên Hưng Thượng, trang Diên Hưng Tiền, trang Diên Hưng Hậu, xã Nam Hưng, trang Nam Hưng Thượng, trang Nam Hưng Hạ (mới xuất hiện), xã Bằng Hưng, xã Đô Quan, trang Đô Quan Hạ, trang Trung Thượng xã Đô Quan, xã Quần Lao, xã Cổ Chử, trang Cổ Chử, xã Ngọc Tỉnh, trang Ngọc Tỉnh, xã An Nông, xã Phù Ngọc, trang Thiều Dương, không còn địa danh trang Duyên Hưng Hạ, xuất hiện thêm địa danh mới là trang Nam Hưng Hạ. Khoảng năm Duy Tân thứ 9 (1915) xuất hiện lại địa danh trang Duyên Hưng Hạ trang Đô Quan Trung; không còn xuất hiện địa danh trang Nam Hưng Thượng, trang Nam Hưng Hạ, trang Trung Thượng xã Đô Quan. Thuộc về xã Nam Lợi ngày nay gồm: xã Diên Hưng (nay là các xóm Long Duyên, Long Tiến, Long Vân, Long Hanh, Long Thành đều thuộc thôn Duyên Hưng), trang Diên Hưng Thượng (nay là xóm Thượng Trang thôn Duyên Hưng), xã Nam Hưng (nay là thôn Nam Hưng), xã Bằng Hưng (nay là thôn Bằng Hưng), xã Đô Quan (nay là thôn Đô Quan), trang Đô Quan Trung (nay là thôn Đô Thượng), trang Đô Quan Hạ (nay là thôn Hạ), xã Quần Lao (nay là thôn Quần Lao), xã Ngọc Tỉnh (nay là thôn Ngọc Tỉnh), trang Ngọc Tỉnh (nay là thôn Biên Hòa). Thuộc về xã Nam Hải ngày nay gồm: trang Diên Hưng Tiền (nay là thôn Duyên Tiền hay Trang Tiền), trang Diên Hưng Hậu (nay là thôn Duyên Hậu hay Trang Hậu), trang Nam Hưng Thượng (nay là thôn Nam Thượng), trang Nam Hưng Hạ (nay là thôn Nam Hạ), trang Thiều Dương (nay là thôn Thiều Dương), trang Cổ Chử (nay có thể là thôn Cổ Trang). Thuộc về xã Nam Tiến ngày nay gồm: xã An Nông (nay là thôn An Nông). Thuộc về xã Nam Thái ngày nay gồm: xã Phù Ngọc (nay là thôn Phú Thụ). Thuộc về xã Bình Minh ngày nay gồm: xã Cổ Chử (nay là có thể là thôn Cổ Chử).
Tổng Duyên Hưng huyện Trực Ninh: Khoảng cuối thế kỷ XIX gồm 13 xã, trang, phường: trang Duyên Hưng Đông, trang Duyên Hưng Nam, trang Duyên Hưng Bình, trang Dương Thiện, xã Duyên Bình, xã Duyên Lãng, xã Sa Đê, xã Quỹ Đê, xã Ngoại Đê, xã Liễu Đê, xã Trung Khánh, phường thủy cơ Quỹ Đê, phường thủy cơ Duyên Lãng. Khoảng năm Duy Tân thứ 9 (1915) gồm 10 xã, ấp, trang: trang Duyên Hưng Đông, trang Duyên Hưng Nam, trang Duyên Hưng Bằng, xã Duyên Bình, xã Duyên Lãng, xã Sa Đê, xã Quỹ Đê, ấp Đại Đê, xã Liễu Đê, xã Dương Mỹ, như vậy không còn xuất hiện địa danh xã Trung Khánh, trang Dương Thiện (có thể xã đổi thành xã Dương Mỹ), xã Ngoại Đê (có thể đã đổi thành xã Đại Đê), trang Duyên Hưng Bình (có thể đổi thành Duyên Hưng Bằng), phường thủy cơ Quỹ Đê, phường thủy cơ Duyên Lãng. Thuộc về xã Trực Thanh ngày nay gồm: trang Duyên Hưng Bằng (nay xã xóm Bằng Trang), trang Duyên Hưng Đông. Thuộc về xã Trực Nội ngày nay gồm: trang Duyên Hưng Nam, xã Duyên Lãng, trang Dương Thiện, xã Sa Đê. Thuộc về xã Trực Hưng ngày nay gồm: xã Quỹ Đê. Thuộc về xã Trực Khang ngày nay gồm: xã Duyên Bình. Thuộc về thị trấn Liễu Đề ngày nay gồm: xã Đại Đê, xã Liễu Đê. Như vậy đất đai tổng Duyên Hưng ngày nay gồm 1 phần xã Trực Thanh (trừ Ngọc Đông), 1 phần xã Trực Hưng (trừ Duyên Cầu), toàn bộ xã Trực Nội, Trực Khang, thị trấn Liễu Đề, Trực Nội, Trực Hưng, Trực Đạo, Trực Mỹ, Trực Thuận.
Tổng Cổ Nông: Đến khoảng năm 1887 (đời Đồng Khánh), theo Đồng Khánh dư địa chí gồm có 17 xã, trang: xã Xối Trì (hay Nhuế Trì), xã Xối Tây (hay Nhuế Tây), xã Xối Thượng (hay Nhuế Thượng), xã Thượng Nông, trang Thượng Nông, xã Liên Tỉnh, xã Trí An, xã Bách Tính, xã Điện An, xã Hưng Đễ (trước là Giá trang, thời Đinh là xã Tử Giá, thời Trần đổi là Vĩnh Hưng, thời Nguyễn đổi là Hưng Đễ, năm Thành Thái thứ 1 (1889) tách thôn Thượng để lập xã Hưng Nghĩa. Tên nôm là làng Mía), trang Hưng Nhượng Thượng, trang Hưng Nhượng Trung, trang Hưng Nhượng Hạ, xã Cổ Nông, xã Thượng Lao, xã Hạ Lao, trang Du Ti (trước là trang Tư Đồ, sau đổi thành trang Du Ti, rồi lại đổi thành trang Du Tư). Năm Thành Thái thứ 4 (1892) tách 7 xã của tổng Cổ Nông để đặt thêm tổng Liên Tỉnh, tổng Cổ Nông còn các xã, trang: xã Cổ Nông, xã Bách Tính, xã Trí An, xã Điện An, xã Hưng Đễ, xã Thượng Nông, trang Thượng Nông, xã Hưng Đễ, trang Hưng Nhượng Thượng (trước là trang Vĩnh Hưng Thượng), trang Hưng Nhượng Trung (trước là trang Vĩnh Hưng Trung), trang Hưng Nhượng Hạ (trước là trang Vĩnh Hưng Hạ). Năm Thành Thái thứ 5 (1893), trích 2 xã Quy Phú, Tương Nam (xã Tương Nam trước là xã Nhượng Đông sau đổi thành xã Tương Đông, rồi lại đổi thành Tương Nam). thuộc tổng Hành Thiện huyện Giao Thuỷ lệ vào tổng Cổ Nông huyện Nam Trực. Khoảng năm Duy Tân thứ 9 (1915) xuất hiện thêm địa danh trang Cổ Nông Hạ trại, trang Cổ Nông, xã Đồng Thượng; không còn thấy xuất hiện địa danh trang Thượng Nông. Thuộc về xã Nam Lợi ngày nay gồm: trang Hưng Nhượng Thượng (nay là thôn Vĩnh Thượng), trang Hưng Nhựng Trung và trang Hưng Nhượng Hạ (nay là thôn Trung Hạ). Thuộc về xã Nam Hoa ngày nay gồm: xã Hưng Đễ (nay là thôn Hưng Đễ), xã Hưng Nghĩa (nay là thôn Hưng Nghĩa), xã Trí An (nay là thôn Trí An). Thuộc về xã Bình Minh ngày nay gồm: xã Cổ Nông ( nay là thôn Cổ Nông Đông và thôn Cổ Nông Tây), xã Thượng Nông (nay là thôn Thượng Nông). Thuộc về xã Nam Hồng ngày nay gồm: xã Bách Tính, xã Quy Phú. Thuộc về xã Nam Hùng ngày nay gồm: xã Điện An (nay là thôn Điện An). Thuộc về xã Nam Thanh ngày nay gồm: xã Tương Nam (nay là thôn Tương Nam, thôn Nội, thôn Tân Giang, thôn Duyên Giang). Chưa xác định được các trang Thượng Nông, trang Cổ Nông Hạ trại, trang Cổ Nông, xã Đồng Thượng ngày nay thuộc khu vực nào.
Sau cách mạng tháng 8 năm 1945 hàng loạt các xã mới được thành lập trên cơ sở sáp nhập các làng - xã cũ. Các xã Ngọc Tỉnh, Duyên Hưng, Bằng Hưng, Nam Hưng, Đô Quan, Quần Lao và các trang Đô Quan Trung, Đô Quan Hạ, Duyên Hưng Thượng, Ngọc Tỉnh, của tổng Duyên Hưng với các xã Hạ Lao, Xối Tây, Xối Trì, trang Du Tư của tổng Liên Tỉnh và xã Tương Nam của tổng Cổ Nông thành lập xã mới lấy tên là Chấn Đông. Các xã Hưng Nghĩa, Hưng Đễ, Trí An và các trang Hưng Nhượng Thượng, Hưng Nhượng Trung, Hưng Nhượng Hạ của tổng Cổ Nông với xã Y Lư của tổng Cổ Da thành lập xã mới lấy tên là Nguyễn Huệ.
Ngày 15 tháng 10 năm 1952 Thủ tướng Chính phủ ra Nghị định số 224 -TTg đổi tên 15 xã trong huyện: Đổi xã Chấn Đông thành xã Nam Long, đổi xã Nguyễn Huệ thành xã Nam Hoa.
Chia tách xã Nam Hoa thành 2 xã Nam Hoa và xã Nam Quan. Xã Nam Hoa gồm các thôn: Y Lư, Hưng Nghĩa, Hưng Đễ và Trí An của xã Nam Hoa cũ. Xã Nam Quan gồm các thôn: Vĩnh Thượng (trước là trang Hưng Nhượng Thượng), Trung Hạ (trước là trang Hưng Nhượng Trung và trang Hưng Nhượng Hạ) của xã Nam Hoa cũ và các thôn Quần Lao, Đô Quan, Đô Hạ (trước là trang Đô Quan Hạ), Đô Thượng (trước là trang Đô Quan Trung) của xã Nam Long cũ.
Chia xã Nam Long thành 2 xã Nam Long và Nam Lợi. Xã Nam Long gồm các thôn: Tương Nam, Hạ Lao, Xối Tây, Xối Trì và Du Tư. Xã Nam Lợi gồm các thôn: Nam Hưng, Bằng Hưng, Duyên Hưng (gồm xã Duyên Hưng và trang Duyên Hưng Thượng), Ngọc Tỉnh, Biên Hòa (trước là trang Ngọc Tỉnh). Cắt các thôn Quần Lao, Đô Quan, Đô Hạ (trước là trang Đô Quan Hạ), Đô Thượng (trước là trang Đô Quan Trung) của xã Nam Long cũ về xã Nam Quan. Xã Nam Quan là ghép từ chữ đầu "Nam" trong tên huyện Nam Trực và chữ cuối "Quan" trong Đô Quan là thôn lớn nhất trong xã, ngoài ra chữ Quan còn xuất hiện trong tên cũ của các thôn Đô Hạ (trước là trang Đô Quan Hạ) và thôn Đô Thượng (trước là trang Đô Quan Trung)
Sau cách mạng tháng 8 năm 1945 hình thành một số thôn mới như Đô Đò của xã Nguyễn Huệ, thôn Liên Bách, Đồng Bản của xã Chấn Đông.

Ngày 23/02/1977 theo Quyết định 617 -VP 18 hợp nhất hai xã Nam Quan và Nam Lợi thành xã Nam Lợi.
Thực hiện theo quyết định số 292/QĐ-UBND năm 2000 của Ủy ban nhân dân tỉnh Nam Định về việc sắp xếp thành lập thôn, xóm để thuận tiện cho việc quản lý hành chính địa phương, xã Nam Lợi sắp xếp thành 20 thôn, xóm của 14 làng cổ, bao gồm: Xóm 1 Đô Đò, xóm 2 Đô Đò, Đô Thượng, Đô Hạ, xóm 1 Đô Quan, xóm 2 Đô Quan, Liên Bách, Quần Lao, Vĩnh Thượng, Trung Hạ, Bằng Hưng, xóm 1 Duyên Hưng (gồm các xóm nhỏ là Long Hanh, Long Thành), xóm 2 Duyên Hưng (gồm các xóm nhỏ là Long Vân, Long Tiến), xóm 3 Duyên Hưng (gồm các xóm nhỏ là Long Duyên, Thượng Trang), xóm 1 Biên Hòa, xóm 2 Biên Hòa, Đồng Bản, Nam Hưng, xóm 1 Ngọc Tỉnh, xóm 2 Ngọc Tỉnh.
 Thực hiện kế hoạch 97/KH-UBND ngày 19/8/2021 của UBND tỉnh Nam Định về sắp xếp, sáp nhập thôn, xóm, tổ dân phố trên địa bàn tỉnh Nam Định và kế hoạch 73/KH-UBND ngày 26/8/2021 của UBND huyện về việc sắp xếp, sáp nhập thôn, xóm, tổ dân phố trên địa bàn huyện Nam Trực giai đoạn 2021-2022. Thực hiện nghị quyết số 63/2021/NQ-HDND ngày 02 tháng 12 năm 2012 của hội đồng nhân dân tỉnh Nam Định thù UBND xã Nam Lợi đã sắp xếp sáp nhập 14 thôn làng cổ thành 10 thôn mới:
Sáp nhâk xóm 1 Đô Đò với xóm 2 Đô Đò thành thôn Đô Đò;
Sáp nhập thôn Đô Thượng với thôn Vĩnh Thượng thành thôn Đô Thượng Vĩnh Thượng;
Sáp nhập thôn Đô Hạ với thôn Trung Hạ thành thôn Đô Hạ Trung Hạ;
Sáp nhập xóm 1 Đô Quan với xóm 2 Đô Quan thành thôn Đô Quan;
Sáp nhập thôn Bằng Hưng với thôn Quần Lao thành thôn Quần Lao Bằng Hưng;
Sáp nhập xóm 1 Duyên Hưng với xóm 2 Duyên Hưng và xóm 3 Duyên Hưng thành thôn Duyên Hưng;
Sáp nhập xóm 1 Ngọc Tỉnh với xóm 2 Ngọc Tỉnh thành thôn Ngọc Tỉnh;
Sáp nhập xóm 1 Biên Hòa với xóm 2 Biên Hòa và thôn Đồng Bản thành thôn Biên Hòa Đồng Bản.
Thôn Liên Bách giữ nguyên
Thôn Nam Hưng giữ nguyên

## Hành chính
Ngày trước xã Nam Lợi gồm 14 thôn của hai xã cũ là Nam Lợi và Nam Quan.
8 thôn của xã Nam Quan: Đô Đò, Đô Thượng, Đô Hạ, Đô Quan, Liên Bách, Quần Lao, Vĩnh Thượng, Trung Hạ
6 thôn của xã Nam Lợi: Bằng Hưng, Biên Hòa, Duyên Hưng, Đồng Bản, Nam Hưng, Ngọc Tỉnh
Hiện nay xã Nam Lợi gồm 10 thôn của hai xã cũ là Nam Lợi và Nam Quan.
5 thôn của xã Nam Quan: Đô Đò, Đô Thượng Vĩnh Thượng, Đô Hạ Trung Hạ, Đô Quan, Liên Bách
5 thôn của xã Nam Lợi: Quần Lao Bằng Hưng, Biên Hòa Đồng Bản, Duyên Hưng, Nam Hưng, Ngọc Tỉnh

## Địa giới hành chính
Nam Lợi là một xã phía nam của huyện Nam Trực.

- Phía Bắc giáp xã Nam Hoa cùng huyện.

- Phía Tây: Từ bắc xuống nam lần lượt giáp các xã Nam Hoa, Bình Minh và Nam Tiến cùng huyện.

- Phía Nam: Từ tây sang đông lần lượt giáp các xã Nam Hải cùng huyện và Trực Đạo, Trực Tuấn của huyện Trực Ninh.

- Phía Đông: Từ bắc xuống nam lần lượt giáp các xã Nam Hồng và Nam Thanh cùng huyện.

## Tôn giáo
Nam Lợi có 8 chùa: chùa Duyên Hưng, chùa Ngọc Tỉnh, chùa Quần Lao, chùa Minh Sơn (Đô Đò), chùa Ngói (Đô Đò), chùa Liên Bách, chùa Đô Quan, chùa Biên Hòa.

 Chùa Duyên Hưng đã được xếp hạng là di tích lịch Sử văn hoá cấp Tỉnh năm 2009.
Chùa Ngọc Tỉnh đã được xếp hạng di tích lịch sử văn hóa cấp tỉnh năm 2018 

 Nam Lợi có một số miếu như: miếu Duyên Hưng, miếu Hoa Minh, miếu Liên Bách.
Nam Lợi có 2 giáo xứ: Giáo xứ Nam Hưng (thôn Nam Hưng), giáo xứ Hưng Nhượng (thôn Đô Thượng Vĩnh Thượng) đều thuộc giáo phận Bùi Chu và 5 giáo họ: Duyên Hưng, Thượng Trang (đều thuộc thôn Duyên Hưng) thuộc giáo xứ Nam Hưng; Đồng BảnBiên Hòa (thôn Biên Hòa Đồng Bản) thuộc giáo xứ Trang Hậu ; Vĩnh Hạ (thôn Đô Hạ Trung Hạ) thuộc giáo xứ Hưng Nhượng.
Xã Nam Lợi có một số thôn theo đạo Thiên Chúa như Nam Hưng và có một số thôn theo đạo Phật như Đô Đò, Liên Bách, Đô Quan, Quần Lao Bằng Hưng, Ngọc Tỉnh. Riêng các thôn Duyên Hưng thì một phần phía Đông theo đạo Thiên Chúa (xóm Long Duyên, Thượng Trang) và ở giữa và phía Tây theo đạo Phật (xóm Long Tiến, Long Vân, Long Thành, Long Hanh); thôn Biên Hòa Đồng Bản một phần thôn Biên Hòa cũ và cả thôn Đồng Bản theo đạo Thiên Chúa, phần còn lại của thôn Biên Hòa theo đạo Phật; thôn Đô Thượng Vĩnh Thượng thì phần thôn Đô Thượng cũ theo đạo phật phần thôn Vĩnh Thượng cũ thì theo đạo Thiên Chúa; thôn Đô Hạ Trung Hạ thì phần thôn Đô Hạ cũ theo đạo phật phần thôn Trung Hạ cũ thì theo đạo Thiên Chúa. Dân số theo đạo Phật là 42%, theo đạo Thiên Chúa là 27%.

## Giao thông
Nam Lợi có vị trí giao thông tương đối thuận lợi. Nằm cách thị trấn Nam Giang khoảng 8 km. Cách thị trấn Cổ Lễ khoảng 3 km theo trục Tỉnh lộ ĐT 487. Cách thị trấn Cát Thành khoảng 4 km theo trục đường huyện lộ Nam Ninh Hải. Nằm cách thành phố Nam Định khoảng 20 km theo trục đường quốc lộ 21.

Tỉnh lộ ĐT 487 (tên cũ là đường đen) là tuyến đường giao thông huyết mạch của xã. Tỉnh lộ ĐT 487 nối xã Nam Lợi với thị trấn Cổ Lễ và các xã khác trong huyện như xã Nam Thanh, xã Nam Tiến, xã Đồng Sơn. Tỉnh lộ ĐT 487 nối xã Nam Lợi với các huỵên Trực Ninh, Nghĩa Hưng và Ý Yên; nối xã Nam Lợi với Quốc lộ 21, quốc lộ 21B, quốc lộ 37B và tỉnh lộ ĐT 490C. Hiện nay tỉnh lộ ĐT 487 là đường cấp III đồng bằng với lòng đường 9m, vỉa hè mỗi bên 2m; với điểm đầu là đê sông Hồng (xã Trực Chính, huyện Trực Ninh) và điểm cuối là cầu Đống Cao (Quốc lộ 37B - xã Yên Lộc, huyện Ý Yên) lần lượt giao cắt với quốc lộ 21 tại cầu Điện Biên, giao cắt với quốc lộ 21B tại cầu Cổ Giả, tỉnh lộ ĐT490 tại thôn Giao Cù xã Đồng Sơn, giao cắt với quốc lộ 37B tại cầu Đống Cao. Dự kiến tỉnh lộ ĐT487 sẽ được nâng cấp quy mô thành đường cấp III với chiều dài dự kiến 22,3 km, dự kiến sẽ kéo dài tỉnh lộ ĐT487 từ nút giao với tỉnh lộ ĐT490C tới nút giao với ĐT486B và ĐT490 (đường trục phát triển) dài 7,8 km. Tỉnh lộ ĐT 487 là ranh giới của hai xã Nam Lợi (cũ) và Nam Quan (cũ). Xã Nam Lợi (cũ) nằm ở phía nam ĐT 487 và xã Nam Quan(cũ) nằm ở phía bắc ĐT 487.

 Ngoài ra còn có một số trục đường liên huyện khác như:

Huyện lộ Nam Ninh Hải điểm đầu giao với Tỉnh lộ ĐT 485B (đường Vàng cũ, xã Nam Hồng) tới điểm cuối giao với tỉnh lộ ĐT488B (đường 53A cũ, xã Trực Đạo).Tuyến đường chạy qua các xóm Hồng Ninh, Hồng Phong, Phú Bình của xã Nam Hồng; Thôn Tú An của xã Nam Hoa; thôn Bình Yên, Xối Tây của xã Nam Thanh; thôn Liên Bách, Duyên Hưng, Ngọc Tỉnh, Biên Hòa của xã Nam Lợi; thôn Trà xã Nam Hải và xã Trực Đạo của huyện Trực Ninh.

Huyện lộ Hoa Lợi Hải điểm đầu giao với Tỉnh lộ ĐT 485B (đường Vàng cũ, xã Nam Hoa) tới điểm cuối là xã Nam Hải.Tuyến đường chạy qua các thôn Hưng Đễ, Trí An của xã Nam Hoa; thôn Đô Đò, Đô Thượng Vĩnh Thượng, Đô Hạ Trung Hạ,Đô Quan, Duyên Hưng của xã Nam Lợi; thôn Hải An, Trang Hậu, Trang Tiền của xã Nam Hải. Tuyến là đường cấp IV đồng bằng với lòng đường 7m, vỉa hè mỗi bên 1m.
Tỉnh lộ ĐT484 (tuyến đường bộ mới Nam Định - Lạc Quần - đường bộ ven biển) chạy sát phía tây xã Nam Lợi.

## Giáo dục
Nam Lợi là một xã giàu truyền thống hiếu học của huyện Nam Trực.Thời phong kiến có nhiều người đỗ đạt và làm quan. Một số thôn có nhiều người đỗ đại học hàng năm như: Duyên Hưng, Ngọc Tỉnh, Biên Hòa.
Trường trung học cơ sở Nam Lợi: Tỉnh lộ ĐT 487, thôn Duyên Hưng, xã Nam Lợi. Trường được xây dựng khang trang hai tầng. Khoảng năm 1997 sáp nhập trường trường trung học cơ sơ Nam Quan với trường trung học cơ sở Nam Lợi và chuyển về địa chỉ mới là đường đen, thôn Duyên Hưng. Trước kia trường trung học cơ sơ Nam Quan đóng địa chỉ thôn Đô Thượng (ngay cạnh trường tiểu học Nam Quan ngày nay), trường tiểu học trung học cơ sơ Nam Lợi đóng tại thôn Ngọc Tỉnh (đất trường tiểu học Nam Lợi ngày nay).
Theo đề án 01/ĐA/UBND ngày 08 tháng 8 năm 2018 của UBND huyện Nam Trực sáp nhập rường tiểu học cơ sở Nam Lợi với trường tiểu học cơ sở Nam Quan thành trường tiểu học cơ sơ Nam Lợi, sáp nhập trường mầm non Nam Lợi với trường nâmd non Nam Quan thành trường mầm non Nam Lợi.
Trường tiểu học cơ sở Nam Lợi: Huyện lộ Nam Ninh Hải, thôn Ngọc Tỉnh, xã Nam Lợi, trường được xây dựng khang trang một tầng mái bằng. Cơ sơ 2: thôn Đô Thượng Vĩnh Thượng, xã Nam Lợi, trường được xây dựng khang trang một tầng mái bằng.
Trường mầm non Nam Lợi: Tỉnh lộ ĐT 487, Thôn Duyên Hưng, xã Nam Lợi, trường được xây dựng khang trang một tầng mái bằng. Cơ sở 2: thôn Đô Thượng Vĩnh Thượng, xã Nam Lợi, trường được xây dựng khang trang một tầng mái bằng.

## Kinh Tế
Nam Lợi là một xã thuần nông. Lúa là cây trồng chính. Một năm canh tác hai vụ lúa là vụ mùa và vụ chiêm.

Nam Lợi có hai hợp tác xã nông nghiệp đó là hợp tác xã nông nghiệp Nam Lợi và hợp tác xã nông nghiệp Nam Quan với 20 đội sản xuất: Đô Đò, Minh Sơn, Đô Thượng, Đô Hạ, Đô Quan 1, Đô Quan 2, Vĩnh Thượng, Vĩnh Trung Hạ, Liên Bách, Quần Lao, Nam Hưng, Bằng Hưng, Hanh Thành, Vân Tiến, Long Duyên, Ngọc Tỉnh 1, Ngọc Tỉnh 2, Biên Hòa 1, Biên Hòa 2, Đồng Bản.
Đất sản xuất nông nghiệp là 498,30 ha; đất ở 48,51 ha; đất khác 225,31 ha

## Cơ sở hạ tầng
Nam lợi có hệ thống cơ sở hạ tầng đầy đủ.

Hệ thống trường học:
Trường Trung học cơ sở Nam Lợi: Tỉnh lộ ĐT487, thôn Duyên Hưng, xã Nam Lợi.
Trường tiểu học cơ sở Nam Lợi: Cơ sở chính: Huyện lộ Nam Ninh Hải, thôn Ngọc Tỉnh, xã Nam Lợi. Cơ sơ 2: thôn Đô Thượng Vĩnh Thượng, xã Nam Lợi.
Trường mầm non Nam Lợi: Cơ sở chính: Tỉnh lộ ĐT487, thôn Duyên Hưng, xã Nam Lợi. Cơ sơ 2: thôn Đô Thượng Vĩnh Thượng, xã Nam Lợi.
Ủy ban nhân dân xã: Tỉnh lộ ĐT487, xóm Hoa Minh, thôn Đô Quan, Xã Nam Lợi. Được xây dựng mới vào năm 2012.

Trạm y tế xã: Tỉnh lộ ĐT487, thôn Duyên Hưng, Xã Nam Lợi. Được xây dựng mới vào năm 2013 đến năm 2023 xây dựng xã nông thôn mới nâng cao giai đoạn 2021-2025 được tu sửa, nâng cấp khang trang sạch đẹp.

 Bưu điện văn hoá xã: Tỉnh lộ ĐT487, xóm Hoa Minh, thôn Đô Quan, xã Nam Lợi.

Chợ: Tỉnh lộ ĐT487, thôn Duyên Hưng, Xã Nam Lợi. Đang bỏ hoang.

Nghĩa trang liệt sĩ Nam Lợi: Tỉnh lộ ĐT487, thôn Duyên Hưng, Xã Nam Lợi.

Nghĩa trang liệt sĩ Nam Quan: thôn Đô Thượng, Xã Nam Lợi.

Điện: Đã được nâng cấp. Đường dây điện trần đã được thay dần bằng dây cáp và lắp thêm hàng loạt các trạm biến áp mới.

Nứơc sạch: Toàn bộ dân trong xã đã được sử dụng nước sạch từ nhà máy nước sạch Nam Hoa.
Tất cả các thôn đều có nhà văn hóa và sân thể thao như: Đô Đò, Đô Thượng, Đô Quan, Đô Hạ, Vĩnh Thượng, Trung Hạ, Liên Bách, Quần Lao, Nam Hưng, Bằng Hưng, Duyên Hưng, Ngọc Tỉnh, Biên Hòa, Đồng Bản
Đường giao thông nông thôn đang dần được nâng cấp. Hệ thống đường làng đã và đang được bê tông hóa. Hệ thống đường bê tông ra đồng.

 Hệ thống cáp thông tin liên lạc đã được đầu tư. Hệ thống trạm thu phát sóng điện thoại BTS của Viettel, Vina phone, Mobi phone đặt ở UBND xã. Đường truyền internet.

## Xe khách
Từ xã có thể đi lại trong tỉnh bằng xe bus (tuyến 01, tuyến 02, tuyến 07, tuyến 08) xuống ở Cầu Điện Biên và đi tới các tỉnh khác bằng xe khách.

Một số tuyến xe khách chạy qua xã:

Xe Ngọc Tứ: Nam Hải - Bến xe Giáp Bát (Hà Nội).

Xe Kết Đoàn: Nam Hải - Bến xe Giáp Bát (Hà Nội). 

xe Thái Nguyên: Nam Hải - Bến xe Thái Nguyên.

 Xe Kết Đoàn: Nam Hải - Hải Phòng. Đón xe ở cầu Cổ Giả, chạy dọc tỉnh lộ ĐT 488.

Ngoài ra có thể đi một số tuyến xe chạy dọc sông Châu Thành (quốc lộ 21B) (Tuyến Nam Tiến, Nam Thái) xuống ở cầu Cổ Giả. Tuyến Hải Hậu, Xuân Trường, Giao Thủy, Trực Ninh xuống ở cầu Điện Biên.

## Danh nhân
- Nguyễn Ngọc Cừ: Ủy viên dự khuyết trung ương Đảng cộng sản Việt Nam, ngày 31/1/1976 bầu làm bí thư tỉnh ủy Hoàng Liên Sơn. Quê quán thôn Đô Đò, xã Nam Lợi, huyện Nam Trực
- Đoàn Văn Cừ: Quê quán Thôn Đô Đò, xã Nam Lợi, huyện Nam Trực. Là một nhà thơ trong phong trào thơ mới.
- Trung tướng Nguyễn Văn Vịnh: Sinh ngày 21 tháng 2 năm 1918. Quê quán thôn Đô Quan, xã Nam Lợi, huyện Nam Trực. Mất Trung tướng quân đội nhân dân Việt Nam. Nguyên Thứ trưởng Bộ Quốc phòng.
- Đặng Văn Sinh: Sinh năm 1959. Quê quán thôn Ngọc Tỉnh, xã Nam Lợi, huyện Nam Trực, Tỉnh Nam Định. Thiếu tướng công an nhân nhân. Ngày 28 tháng 9 năm 2010 ông được bổ nhiệm làm giám đốc công an tỉnh Nam Định thay thiếu tướng Phan Văn Vĩnh. Năm 2013 ông được phong hàm thiếu tướng. Từ ngày 27 tháng 3 năm 2019, ông nghỉ hưu.
- Đoàn Duy Khương: Sinh năm 1960, quê quán thôn Biên Hòa, xã Nam Lợi, huyện Nam Trực, tỉnh Nam Định. Ngày 29 tháng 1 năm 2019 ông được thăng từ hàm thiếu tướng lên trung tướng công an nhân nhân. Ngày 10 tháng 3 năm 2016 ông được bổ nhiệm làm giám đốc công an thành phố Hà Nội. Ông nguyên là thư ký, trợ lý của đại tướng Trần Đại Quang (nguyên là Chủ tịch nước CHXHCN Việt Nam). Từ ngày 1 tháng 8 năm 2020, ông nghỉ hưu.
- Vũ Đức Hạnh: Tỉnh ủy viên, bí thư huyện Nam Trực nhiệm kỳ 2010 - 2015. Quê quán thôn Duyên Hưng, xã Nam Lợi, huyện Nam Trực.
- Vũ Tiến Duật : Huyện ủy viên, phó chủ tịch ủy ban nhân dân huyện Nam Trực. Quê quán thôn Duyên Hưng, xã Nam Lợi, huyện Nam Trực.